# Johann Friedrich Ahlfeld (teologo)
Johann Friedrich Ahlfeld (Mehringen, 1º novembre 1810 – Lipsia, 4 marzo 1884) è stato un teologo e predicatore evangelico tedesco.
Fu parroco di Alsleben dal 1838, di Halle dal 1847 e di Lipsia dal 1851 al 1881.
Agli studenti fornì il primo abbozzo per il moderno innario della Chiesa luterana in Sassonia.

### Opere
- 1848-9 – Predigten über die evangelischen Perikopen
- 1877 – Predigten über die epistolischen Perikopen
- 1881 – Erzählungen für das Volk
- 1883 – Ein Kirchenjahr in Predigten